# 陳綬 (成化進士)
陳綬（1441年—1500年），字公佩，四川瀘州人，明朝政治人物。軍籍，治《書經》。

## 生平
成化十年（1474年）甲午科四川鄉試第一名舉人。成化十一年乙未科第二甲第三十六名進士。十月十八日生，行五，由州學生中式四川鄉試第一名舉人，會試中式第五十名。

## 家族
曾祖陳顯貴；祖陳子亨，經歷；父陳琰，知縣；母李氏。具慶下，妻李氏，兄純；繹；縞；縉，弟繡；繪；綰；緻。